# Bipiramide pentagonale
In geometria solida, la bipiramide pentagonale è un decaedro che risulta essere anche il terzo elemento di un insieme infinito di bipiramidi transitive per facce.

## Caratteristiche
Come suggerito dal nome, questo solido con 10 facce, che risulta essere il poliedro duale del prisma pentagonale, può essere costruito unendo due piramidi pentagonali per le loro basi. Sebbene tutte le sue facce siano congruenti ed essa sia transitiva per facce, la bipiramide pentagonale non è un solido platonico perché sui suoi vertici non incide sempre lo stesso numero di facce, dato che su due di essi ne incidono cinque e sugli altri otto ne incidono quattro.
Nel caso in cui le facce della bipiramide siano tutte triangoli equilateri, allora essa diventa uno dei 92 solidi di Johnson, in particolare il J13, ossia un poliedro strettamente convesso avente come facce dei poligoni regolari ma comunque non appartenente alla famiglia dei poliedri uniformi, e il fatto che le sue facce siano tutte costituite da triangoli equilateri la rende un deltaedro, in particolare uno degli otto deltaedri strettamente convessi.
La bipiramide pentagonale è 4-connessa, il che significa che è necessario rimuovere 4 dei suoi vertici per disconnettere tutti i vertici rimanenti. Ciò fa di essa uno dei soli quattro poliedri simpliciali ben coperti 4-connessi, il che significa che tutti gli insiemi indipendenti massimali dei suoi vertici hanno la stessa dimensione. Gli altri tre poliedri con questa proprietà sono l'ottaedro regolare, il disfenoide camuso e un poliedro irregolare con 12 vertici e 20 facce triangolari.

## Formule
Considerata una bipiramide pentagonale con tutte le facce regolari e con spigolo di lunghezza {\displaystyle a}, le seguenti formule consentono di calcolarne il volume {\displaystyle V}, l'area della superficie {\displaystyle A} e l'altezza {\displaystyle h}:
{\displaystyle V={\frac {5+{\sqrt {5}}}{12}}a^{3}\approx 0,6030056648\cdot a^{3};}
{\displaystyle A={\frac {5{\sqrt {3}}}{2}}a^{2}\approx 4,330127019\cdot a^{2};}
{\displaystyle h={\sqrt {2-{\frac {2}{\sqrt {5}}}}}a\approx 1,0514622242\cdot a.}

## Poliedro duale
Il poliedro duale della bipiramide pentagonale è, come detto, il prisma triangolare, ossia un prisma con sette facce: due pentagoni regolari paralleli uniti da una serie di cinque rettangoli. Sebbene il prisma pentagonale abbia anche una forma che lo rende un poliedro uniforme, ossia quella in cui le sue facce laterali sono quadrati, il poliedro duale della bipiramide pentagonale ha le facce laterali rettangolari e non è un poliedro uniforme.
| Poliedro duale | Sviluppo piano del duale |
| -------------- | ------------------------ |
|                |                          |

## Poliedri correlati
Come gli altri poliedri, anche la bipiramide pentagonale può essere sottoposta a operazione di rettificazione (ossia un troncamento dove gli spigoli sono ridotti della metà), troncamento e levigatura (altrimenti detto anche "addolcimento"). Nella figura sottostante sono rappresentate queste tre operazioni applicate in sequenza al nostro poliedro.

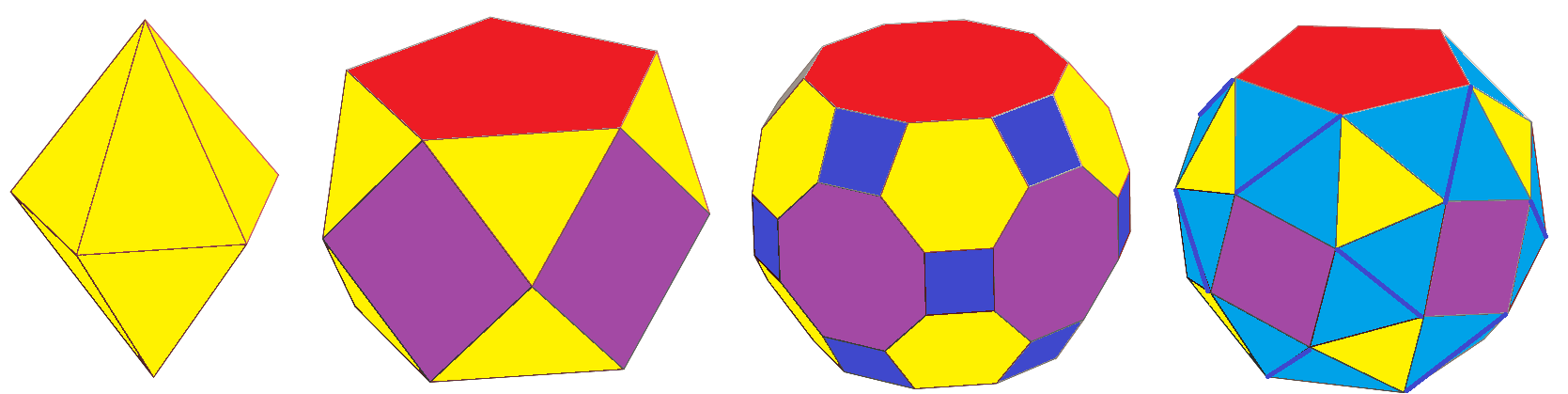
Da sinistra a destra una bipiramide pentagonale sottoposta in sequenza a rettificazione, troncamento e levigatura.

## Proiezione su sfera
La proiezione su una sfera di una bipiramide pentagonale sembra la composizione di un osoedro e di un diedro pentagonali, ed è membro di una serie infinita di proiezioni su sfera di composti di coppie di poliedri regolari in posizione duale. In associazione con gli altri membri della serie, la bipiramide pentagonale è talvolta chiamata "decaedro deltoidale" (o "trapezoidale"), sebbene in essa i "deltoidi" siano dei triangoli e non degli aquiloni.